# Pseudocampylaea portosanctana
Pseudocampylaea portosanctana é uma espécie de gastrópode  da família Helicidae
É endémica de Portugal.